# Lepisorus waltonii
Lepisorus waltonii är en stensöteväxtart som först beskrevs av Ren-Chang Ching, och fick sitt nu gällande namn av S. L. Yu. Lepisorus waltonii ingår i släktet Lepisorus och familjen Polypodiaceae. Inga underarter finns listade.